# Гудлак Џонатан
Гудлак Ебеле Џонатан (енгл. Goodluck Ebele Jonathan; Огбија, 20. новембар 1957) нигеријски је политичар који је био председник Нигерије од 6. маја 2010. до 29. маја 2015.

## Биографија
Рођен је 20. новембра 1957. године у Огбији, у савезној држави Бајелса, у породици која се бавила израђивањем кануа.
Раније је био потпредседник Нигерије од 2007. до 2010, а пре тога је од 2005. до 2007. био гувернер Бајелсе.
Због изненадне смрти председника Умаруа Јар'Адуе, Сенат га је првобитно прогласио вршиоцем дужности председника, а затим је остао на месту председника до истека мандата покојног Јар'Адуе. Изашао је на изборе 2011. године и освојио 77,7% бирачких гласова. На сверу земље су затим избили нереди због наводног варања на изборима.
Ожењен је и има двоје деце. Припадник је етничке групе Иџо.